# Región de Tadjoura
Tadjoura es una región ubicada en la República de Yibuti. El distrito comparte fronteras internacionales con la República Democrática Federal de Etiopía y el Estado de Eritrea al norte y noroeste, con Obock, y Arta, Dikhil al sur y posee costas sobre el golfo de Tadjourah al sureste. El Lago Asal se encuentra en el sur de la región. 
La capital de la región es la ciudad de Tadjoura. Otras grandes ciudades y pueblos son Randa, Dorra y Balho. Los puntos más altos en esta región incluyen Mousa Ali (que es también el punto más alto en Yibuti) y Manda-Inakir.

## Territorio y población
La extensión de territorio de esta región abarca una superficie de 7300 kilómetros cuadrados, mientras que la población se compone de unos 89.567 residentes. La densidad poblacional es de 6,2 habitantes por kilómetro cuadrado.
- Datos: Q645896
- Multimedia: Tadjoura / Q645896